# Babarganj
Babarganj (en népalais : बबरगञ्ज) est un comité de développement villageois du Népal situé dans le district de Sarlahi. Au recensement de 2011, il comptait 11 896 habitants.